# أغوس لينداس دي غوياس
أغوس لينداس دي غوياس (بالبرتغالية: Águas Lindas de Goiás‏) هي بلدية تقع في البرازيل في غوياس.[بحاجة لمصدر] يقدر عدد سكانها بـ 300,323 نسمة ومساحتها 191.18 كم2 وترتفع عن سطح البحر 1,100 متر.